# Gemuhblanten
Gemuhblanten is een bestuurslaag in het regentschap Kendal van de provincie Midden-Java, Indonesië. Gemuhblanten telt 2835 inwoners (volkstelling 2010).